# 泰蘭·德拉蒂博迪爾
泰蘭·德拉蒂博迪爾（1991年1月25日—）為牙買加男子籃球運動員，場上位置為小前鋒。

## 職業生涯
2017年8月18日，德拉蒂博迪爾與瑞士籃球聯賽普利洛桑狐狸簽下為期一年合約。
2023年8月，德拉蒂博迪爾在法國度過五個球季以後轉戰以色列球隊阿富拉夏普爾。但受到以色列—哈瑪斯戰爭影響，德拉蒂博迪爾只有替阿富拉夏普爾出賽三場比賽，之後因為安全問題離開以色列。10月31日，由於威廉斯·納拉斯預計12月6日才會傷癒復出，勒芒薩爾特宣布納拉斯缺陣期間由德拉蒂博迪爾頂替。12月7日，儘管納拉斯已傷癒復出，但阿卜杜拉耶·恩多耶腳部出現傷勢，勒芒薩爾特宣布延長與德拉蒂博迪爾的合約至1月8日。12月28日，在合約正式結束前十天勒芒薩爾特宣布釋出德拉蒂博迪爾，因為德拉蒂博迪爾已獲得來自臺灣一份至賽季結束的合約。
2024年1月12日，T1聯盟新北中信特攻宣布與德拉蒂博迪爾完成簽約，中文登錄名為「泰龍」。2月29日，新北中信特攻宣布與德拉蒂博迪爾達成離隊協議，總計3場出賽繳出場均15分、7籃板及1.6助攻的表現。3月7日，德拉蒂博迪爾加盟華沙軍團。7月23日，盧布林啟動宣布與德拉蒂博迪爾簽訂一份為期一年的合約。

## 外部連結
- 泰蘭·德拉蒂博迪爾的Facebook專頁
- 泰蘭·德拉蒂博迪爾的Instagram帳戶
- 泰蘭·德拉蒂博迪爾的X（前Twitter）
- 泰蘭·德拉蒂博迪爾在fiba.basketball（英语）
- 泰蘭·德拉蒂博迪爾在Basketball-Reference.com（國際）（英语）
- 泰蘭·德拉蒂博迪爾在Sports-Reference.com（NCAA）（英语）
- 泰蘭·德拉蒂博迪爾在Eurobasket.com（球員）（英语）
- 泰蘭·德拉蒂博迪爾在RealGM（英语）
- 泰蘭·德拉蒂博迪爾在Proballers（英语）
- 泰蘭·德拉蒂博迪爾在Flashscore（英语）